# Laonice japonica
Laonice japonica är en ringmaskart som först beskrevs av Moore 1907.  Laonice japonica ingår i släktet Laonice och familjen Spionidae. Inga underarter finns listade i Catalogue of Life.